# フェリックス・モルア
フェリックス・モルア（フランス語: Félix Moloua, 1957年 - ）は中央アフリカ共和国の政治家、教育者、数学者。2022年2月9日から同国の首相を務める。2016年から経済計画・国際協力担当大臣も兼任。アフリカ開発銀行理事会の職権上の委員である。
バンギ出身。バンギ大学で数学を学び、1985年に学位を取得。カメルーンのヤウンデ第2大学で人口統計学の学位を取得している。中央アフリカ国家統計局と経済省で働き、2007年から2013年まで国家統計局長を務めている。
2015年の大統領選挙ではトゥアデラ大統領を支援し、2016年に経済・計画・国際担当大臣となった。2022年にアンリ＝マリ・ドンドラの後任として同国首相に就任。
2023年にはサウジ開発基金と自国でのインフラ開発に関する融資契約を締結させた。